# 村井博
村井 博（むらい ひろし）は、日本のシンガーソングライター。

## 人物・来歴
1980年代後半から1990年代前半にかけて数枚のシングル、アルバムを残した。

## ディスコグラフィー

### シングル
1. Mirror Of Hearts（1988年10月発売/日本コロムビア/レコード）
  1. Mirror Of Hearts
2. Dolphin Kick（1989年4月21日/日本コロムビア/レコード）
  1. Dolphin Kick
  2. 海沿いのAugust
3. 懐かしき未来へ（1989年3月21日/日本コロムビア/レコード）
  1. 懐かしき未来へ
  2. グレイ (雨の日を選んで…) -Exiting Version For Ladies-
4. Video Days（1991年発売/パイオニアLDC/CD・カセット）
  1. Video Days
  2. 生粋
  3. Video Days（オリジナル・カラオケ）
  4. 生粋 （オリジナル・カラオケ）
5. あなたは変わるかもしれない（1991年8月25日発売/パイオニアLDC）
  1. あなたは変わるかもしれない
  2. アニヴァーサリー

### アルバム
1. Mirror of Hearts（1988年10月21日発売/日本コロムビア/CD・カセット）
  1. Frozen Summer (帰らない夏)　作詞・作曲:村井博／ 編曲:山川恵津子
  2. One Night Dream　作詞・作曲:村井博／ 編曲:山川恵津子
  3. ウィークエンド・タイム・スリップ　作詞・作曲:村井博／ 編曲:山川恵津子
  4. Ocean (100カラットの砂)　作詞・作曲:村井博／ 編曲:山川恵津子
  5. "Open your eyes"　作詞:Michelle Hart／ 作曲:村井博／ 編曲:山川恵津子
  6. フェンス越しの夜明け　作詞・作曲:村井博／ 編曲:山川恵津子
  7. 見えない時間　作詞・作曲:村井博／ 編曲:山川恵津子
  8. Break Out　作詞・作曲:村井博／ 編曲:山川恵津子
  9. Mirror of Hearts　作詞・作曲:村井博／ 編曲:山川恵津子
  10. グレイ (雨の日を選んで・・・)　作詞・作曲:村井博／ 編曲:山川恵津子
2. Dolphin Kick（1989年6月30日発売/日本コロムビア/CD）
  1. Painted Blue　作詞・作曲:村井博／ 編曲:渡辺格
  2. ドルフィン・キック 　作詞・作曲:村井博／ 編曲:渡辺格
  3. 熱帯夜 　作詞・作曲:村井博／ 編曲:杉山卓夫
  4. 海沿いのAugust 　作詞・作曲:村井博／ 編曲:渡辺格
  5. 哀しみのFake Love 　作詞・作曲:村井博／ 編曲:渡辺格
  6. 懐かしき未来へ 　作詞・作曲:村井博／ 編曲:杉山卓夫
  7. Time Driver 　作詞・作曲:村井博／ 編曲:渡辺格
  8. フォト・メイル 　作詞・作曲:村井博／ 編曲:杉山卓夫
  9. クライマックスに手をかけて 　作詞・作曲:村井博／ 編曲:渡辺格
3. NATURAL（1990年6月25日発売/パイオニアLDC/CD）
  1. OFF LIMITな夜　作詞:真名杏樹／ 作曲:佐藤健／ 編曲:GREG MATHISON、JERRY HEY
  2. VIDEO DAYS　作詞:真名杏樹／ 作曲:都志見隆／ 編曲:船山基紀、木戸やすひろ　
  3. 生粋　作詞:並河祥太／ 作曲:都志見隆／ 編曲:GREG MATHISON、JERRY HEY　
  4. 涙の消える場所　作詞:森浩美／ 作曲:中崎英也／ 編曲:船山基紀
  5. 夏の隠れ家 ～Weekend Resort～　作詞:森浩美／ 作曲:羽場仁志／ 編曲:GREG MATHISON
  6. Pacific Side Hotel　作詞:森浩美／ 作曲:長岡成貢／ 編曲:GREG MATHISON
  7. 光の朝　作詞:森浩美／ 作曲:村井博／ 編曲:GREG MATHISON
  8. A LONG TIME AGO　作詞:森浩美／ 作曲:村井博／ 編曲:GREG MATHISON
  9. 鉄爪　作詞:森浩美／ 作曲:羽場仁志／ 編曲:GREG MATHISON
  10. June・25 ～Xmasからいちばん遠い日～　作詞:小倉めぐみ／ 作曲:白井良明／ 編曲:GREG MATHISON

#### 参加ミュージシャン
- Mirror Of Hearts
山川恵津子(key, cho)、今剛(g)、土方隆行(g)、鳥山雄司(g)、柴山和彦(g)、高水健司(b)、川島和久(b)、山木秀夫(ds)、江口信夫(ds)、Jake H. Conception(sax)、比山貴詠史(cho)、木戸やすひろ(cho)
- Dolphin Kick
Kyoichi Sato(ds)／Hideharu Soh(b)／Itaru Watanabe(g)(mand)／Takao Sugiyama(key)／Takashi Yamazaki(key)／Hiroshi Murai(key,cho)／Hajime Yamamoto(sax)／Futoshi Kobayashi(tp)／Satoshi Sano(tb)／Masakazu Togo(cho)／Jin Kirigaya(cho)／Toshihiro Kirigaya(cho)／Tetsuo Otake(mani)／Hiroaki Sugawara(mani)／Yoshinori Kimura(mani)
- NATURAL
CARLOS VEGA(ds)／ABRAHAM LABORIEL(b)／MICHAEL LANDAU(g)／GREG MATHIESON(key)／LENNY CASTRO(per)／JERRY HEY(tp)／GARY GRANT(tp)／MARC RUSSO(sax)／島村英二(ds)／長岡道夫(b)／今剛(g)／山田秀俊(key)／斉藤ノブ(per)／木戸やすひろ(cho)／比山貴詠史(cho)／EVE(cho)

### 映像作品
1. Natural[1]（1990年7月25日発売/パイオニアLDC/VHS・レーザーディスク）
  1. VIDEO▶︎DAYS
  2. 生粋 (じゅん)
  3. June・25 ～Xmasからいちばん遠い日～

## 歌唱参加曲
- 湊組グループ CMソング（放映年：1991年1月～2015年3月）[2]
  - ほほえみHOME TOWN（作詞：伊藤アキラ、作曲：中崎英也）
- 児島未散とのデュエット
  - 恋人じゃない友達じゃない 〜It's just another day〜（作詞：風堂美起、作曲：羽場仁志、編曲：松本晃彦） - アルバム「floraison（フロレゾン）」より（1992年03月25日発売）

## 提供楽曲
- 佐藤忍
  - たびだち…（作曲）- 1989年11月10日発売